# German Killinger (Beamter)

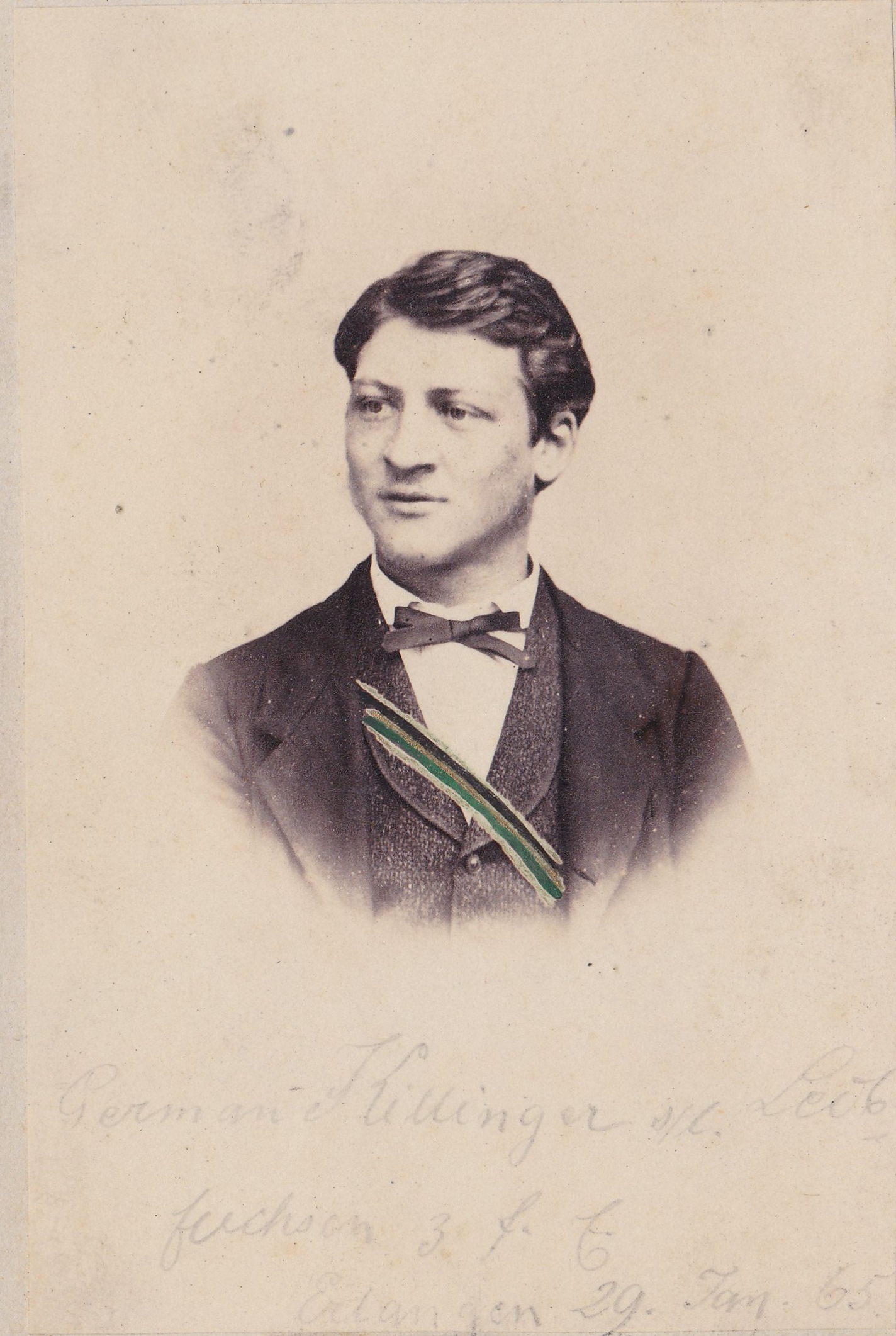
German Killinger

German Killinger (* 14. Dezember 1844 in Walsdorf (Oberfranken); † 4. Februar 1940 in München) war ein deutscher Verwaltungsbeamter in Elsaß-Lothringen.

## Leben
Killinger war der Sohn des Bezirksrichters Konrad Killinger (1808–1882) und dessen Ehefrau Karoline Friedrich (1815–1908) und besuchte die Gymnasien in Nürnberg und Erlangen. Nach dem Abitur immatrikulierte er sich am 3. November 1863 an der Friedrich-Alexander-Universität Erlangen-Nürnberg für Rechtswissenschaft. Am 30. Juni 1864 wurde er im Corps Baruthia recipiert. Als Inaktiver wechselte er an die Ludwig-Maximilians-Universität München und die Universität Leipzig. Im Königlich Bayerischen 13. Infanterie-Regiment „Franz Joseph I., Kaiser von Österreich und Apostolischer König von Ungarn“ nahm er als Leutnant am Deutschen Krieg und als Oberleutnant am Deutsch-Französischen Krieg teil. Er erhielt das Eiserne Kreuz. Er stand bis März 1872 bei der Besatzungsarmee in Frankreich und war bis 1873 teils beurlaubter, teils aktiver Offizier der Bayerischen Armee. Nach Abschluss des Studiums trat er in den Verwaltungsdienst des Reichslandes Elsaß-Lothringen. Zunächst war er Kreisgerichtsassessor in Forbach in Lothringen. 1882–1886 war er Friedensrichter und Kreisdirektor im Kreis Salzburg (Château-Salins) und 1887–1898 im Kreis Diedenhofen. 1910 war er Geheimer Regierungsrat in Straßburg. 1918 auf eigenen Wunsch in den Ruhestand versetzt, musste er Ende desselben Jahres die Stadt beim Einzug der Franzosen fluchtartig verlassen. Er zog nach Freiburg im Breisgau und einige Jahre später in die Clemensstraße (München). Der Aufforderung zum Eintritt in die Erlanger SC-Kameradschaft „Hans Knirsch“ mochte er nicht folgen. Zum 95. Geburtstag gratulierte ihm Bayerns Ministerpräsident Ludwig Siebert. Keine zwei Monate später gestorben, wurde er in Nürnberg beigesetzt.
Killinger hatte am 26. Juni 1883 in Nürnberg mit Elisabeth Platner die Ehe geschlossen, aus der die Kinder German (1884–1957), Philipp (1885–1966), Johann Wilhelm (1886–1947) und Elisabeth (1890–?) hervorgegangen sind.